# Elaeocarpus chinensis
Elaeocarpus chinensis är en tvåhjärtbladig växtart som först beskrevs av Gardner & Champ., och fick sitt nu gällande namn av Joseph Dalton Hooker och George Bentham. Elaeocarpus chinensis ingår i släktet Elaeocarpus och familjen Elaeocarpaceae. Inga underarter finns listade i Catalogue of Life.